# Městská spořitelna (Moravské Budějovice)
Městská spořitelna je postavena na jihozápadním okraji náměstí Míru čp. 2 v Moravských Budějovicích v okrese Třebíč a byla v roce 2006 Ministerstvem kultury České republiky prohlášena kulturní památkou.

## Historie
V roce 1875 zahájila svou činnost Městská spořitelna, jejímž zřizovatelem bylo město Moravské Budějovice. Spořitelna se postupně vypracovala mezi největší peněžní ústavy jihozápadní Moravy, takže od roku 1928 působila jako pobočka Národní banky československé.
V roce 1923 byla městem podána nabídka úpravy dříve vykoupených dvou domů (čp. 2 a čp. 3) svépomocnému družstvu Artěl v Praze, se kterým v té době spolupracovali významní architekti jako např. Jan Kotěra, Jože Plečnik, Josef Chochol, Pavel Janák či Vlastimil Hofman. Prostřednictvím Artělu se práce na návrhu ujal architekt Vlastimil Hofman, který navrhl v kubistickém stylu zcela novou budovu s interiérem a vybavením. Výbor pro výstavbu spořitelny obdržel 24. března 1925 konečné plány pro novou stavbu. Výstavba nové budovy na základech dvou domů byla zahájena v září 1925. Stavební dozor prováděl třebíčský stavitel Jaroslav Herzán. Nová budova spořitelny byla slavnostně otevřena 6. ledna 1927.

## Popis

### Exteriér
Kubistická budova spořitelny byla postavena na půdorysu téměř čtverce. Má tři nadzemní podlaží, jedno podzemní podlaží a je kryta zčásti sedlovou střechou a zčásti mansardovou s prejzovou krytinou. Dvorní vstupy jsou kryté plochou střechou a na volných nárožích prvního patra jsou umístěny balkony. Fasáda z umělého kamene je členěna architektonickými prvky českého kubismu. Stavba je orámována a členěna širokým ustupujícím profilovaným pásem, který slouží jako hlavní a kordonová římsa, tvoří parapet balkónů a v pravé části průčelí je i jako součást portálové architektury hlavního vchodu. Přízemí obrácené do náměstí prolamují tři velkoplošné kovové výkladce a vpravo od nich je prosklený vchod. Nad výkladci jsou v patře čtyři velká šestidílná okna. Další okno je nad hlavním vchodem a v zaobleném nároží. V ose hlavního a bočního průčelí jsou reliéfní znaky města od štukatéra Kuneše. Znak v průčelí obráceném do náměstí je proveden ze skleněné mozaiky, boční je ze štuku. Téměř na všech oknech a dveřích se dochovaly původní mříže.

### Interiér
Vstupní hala, která je v prvním podlaží, se zachovala původním stavu se štukovým stropem, s výzdobou původních lamp, kubisticky prosklených dveří, schodiště a bronzových psů v nadživotní velikosti od sochaře Václava Macha. Schodiště má kamenné stupně a je doplněné kubisticky ztvárněným zábradlím s lampami na sloupcích. Provozní prostory v přízemí byly v osmdesátých letech 20. století modernizovány, interiér byl změněn. Ve druhém podlaží se v několika místnostech dochovaly původní dveře, okna včetně kování a štukové stropy.